# Majestic (álbum)
Majestic es el octavo álbum de la banda alemana de power metal Gamma Ray, lanzado en 2005. La banda lanzó una versión en LP a través de su sitio web para complementar el soporte al tour, limitado a 1500 copias.
El guitarrista Henjo Ritcher se hirió durante el tour de Majestic bajando un tramo de escaleras, por lo que se vio obligado a salirse a mitad del tour.

## Listado de Canciones
Todas las canciones escritas y compuestas por Kai Hansen, excepto las que están indicadas. 
| N.º   | Título                                        | Escritor(es)   | Duración |  |
| 1.    | «My Temple»                                   |                | 4:57     |  |
| 2.    | «Fight»                                       | Henjo Richter  | 3:24     |  |
| 3.    | «Strange World»                               |                | 5:03     |  |
| 4.    | «Hell is Thy Home»                            |                | 4:46     |  |
| 5.    | «Blood Religion»                              |                | 6:53     |  |
| 6.    | «Condemned to Hell»                           | Dan Zimmermann | 4:56     |  |
| 7.    | «Spiritual Dictator»                          | Dan Zimmermann | 5:38     |  |
| 8.    | «Majesty»                                     |                | 6:23     |  |
| 9.    | «How Long»                                    | Henjo Richter  | 4:06     |  |
| 10.   | «Revelation»                                  | Henjo Richter  | 6:06     |  |
| 11.   | «Hellfire» (Pista adicional edición japonesa) | Dan Zimmermann | 4:37     |  |
| 58:26 |                                               |                |          |  |

## Músicos
- Kai Hansen, guitarra, voces.
- Henjo Richter, guitarra, teclados
- Dirk Schlächter, bajo.
- Dan Zimmermann, batería.